# 路易斯·德利斯
路易斯·德利斯（西班牙語：Luis Delís，1957年12月6日—），古巴男子田径运动员，主攻铁饼。他曾代表古巴参加1980年夏季奥林匹克运动会田径比赛，获得男子铁饼铜牌。